# El Rosal (kommun)
El Rosal är en kommun i Colombia.   Den ligger i departementet Cundinamarca, i den centrala delen av landet, 30 km nordväst om huvudstaden Bogotá. Antalet invånare är 13 502.